# Oleg Konstantinovič Romanov
Il principe Oleg Konstantinovič Romanov (San Pietroburgo, 27 novembre 1892 – Vilnius, 12 ottobre 1914) era il quinto figlio del granduca Konstantin Konstantinovič e della granduchessa Elizaveta Mavrikievna: morì per le ferite riportate durante la prima guerra mondiale.
Il principe Oleg era considerato generalmente come il più brillante dei figli del granduca Costantino (di cui era il favorito): dimostrava una grande curiosità ed amava creare complicati giochi di fantasia per sé e i suoi fratelli.
Il granduca, poeta egli stesso, si assicurò che i bambini ricevettero lezioni da esperti in varie materie: archeologi di chiara fama illustrarono ai ragazzi le loro ultime scoperte, architetti mostrarono disegni e spiegarono i loro progetti, cori di Vecchi Credenti e di contadini da tutti gli angoli dell'impero vennero portati a cantare musica religiosa o popolare. Oleg si mostrò così intelligente che suo padre decise di iscriverlo ad una scuola prestigiosa, il Lyceum Aleksandr, piuttosto che fargli impartire l'educazione militare standard degli altri membri della famiglia imperiale, ricevendo per questo svariate critiche.
A un certo punto il giovane ebbe speranza di sposare sua cugina la principessa Nadejda Petrovna figlia del principe Pëtr Nikolaevič, ma lo scoppio della Grande Guerra troncò ogni speranza.
Il principe Oleg, come quattro dei suoi fratelli, combatté durante la Prima Guerra Mondiale nei reggimenti delle Guardie: venne ferito mentre combatteva contro i tedeschi e all'ospedale da campo non fu in grado di salvarlo. Mentre stava morendo disse: "Sono così felice. Incoraggerà le truppe sapere che la Casa Imperiale non ha paura a versare il proprio sangue.".

## Ascendenza
|                                   |                               |                                   | Genitori                                    |  |  | Nonni |  |  | Bisnonni           |  |  | Trisnonni         |  |
|                                   |                               |                                   |                                             |  |  |       |  |  | Nicola I di Russia |  |  | Paolo I di Russia |  |
|                                   |                               |                                   |                                             |  |  |       |  |  | Nicola I di Russia |  |  | Paolo I di Russia |  |
|                                   |                               | Sofia Dorotea di Württemberg      |                                             |  |  |       |  |  | Nicola I di Russia |  |  |                   |  |
| Konstantin Nikolaevič Romanov     |                               |                                   |                                             |  |  |       |  |  | Nicola I di Russia |  |  |                   |  |
|                                   |                               | Carlotta di Prussia               | Federico Guglielmo III di Prussia           |  |  |       |  |  |                    |  |  |                   |  |
|                                   |                               | Carlotta di Prussia               | Federico Guglielmo III di Prussia           |  |  |       |  |  |                    |  |  |                   |  |
|                                   |                               | Carlotta di Prussia               | Luisa di Meclemburgo-Strelitz               |  |  |       |  |  |                    |  |  |                   |  |
| Konstantin Konstantinovič Romanov |                               | Carlotta di Prussia               |                                             |  |  |       |  |  |                    |  |  |                   |  |
|                                   |                               | Giuseppe di Sassonia-Altenburg    | Federico di Sassonia-Altenburg              |  |  |       |  |  |                    |  |  |                   |  |
|                                   |                               | Giuseppe di Sassonia-Altenburg    | Federico di Sassonia-Altenburg              |  |  |       |  |  |                    |  |  |                   |  |
|                                   |                               | Giuseppe di Sassonia-Altenburg    | Carlotta di Meclemburgo-Strelitz            |  |  |       |  |  |                    |  |  |                   |  |
| Alessandra di Sassonia-Altenburg  |                               | Giuseppe di Sassonia-Altenburg    |                                             |  |  |       |  |  |                    |  |  |                   |  |
|                                   |                               | Amalia di Württemberg             | Ludovico Federico Alessandro di Württemberg |  |  |       |  |  |                    |  |  |                   |  |
|                                   |                               | Amalia di Württemberg             | Ludovico Federico Alessandro di Württemberg |  |  |       |  |  |                    |  |  |                   |  |
|                                   |                               | Amalia di Württemberg             | Enrichetta di Nassau-Weilburg               |  |  |       |  |  |                    |  |  |                   |  |
| Oleg Konstantinovič Romanov       |                               | Amalia di Württemberg             |                                             |  |  |       |  |  |                    |  |  |                   |  |
|                                   | Giorgio di Sassonia-Altenburg | Federico di Sassonia-Altenburg    |                                             |  |  |       |  |  |                    |  |  |                   |  |
|                                   | Giorgio di Sassonia-Altenburg | Federico di Sassonia-Altenburg    |                                             |  |  |       |  |  |                    |  |  |                   |  |
|                                   | Giorgio di Sassonia-Altenburg | Carlotta di Meclemburgo-Strelitz  |                                             |  |  |       |  |  |                    |  |  |                   |  |
| Maurizio di Sassonia-Altenburg    | Giorgio di Sassonia-Altenburg |                                   |                                             |  |  |       |  |  |                    |  |  |                   |  |
|                                   |                               | Maria di Meclemburgo-Schwerin     | Federico Ludovico di Meclemburgo-Schwerin   |  |  |       |  |  |                    |  |  |                   |  |
|                                   |                               | Maria di Meclemburgo-Schwerin     | Federico Ludovico di Meclemburgo-Schwerin   |  |  |       |  |  |                    |  |  |                   |  |
|                                   |                               | Maria di Meclemburgo-Schwerin     | Elena Pavlovna Romanova                     |  |  |       |  |  |                    |  |  |                   |  |
| Elisabetta di Sassonia-Altenburg  |                               | Maria di Meclemburgo-Schwerin     |                                             |  |  |       |  |  |                    |  |  |                   |  |
|                                   |                               | Bernardo II di Sassonia-Meiningen | Giorgio I di Sassonia-Meiningen             |  |  |       |  |  |                    |  |  |                   |  |
|                                   |                               | Bernardo II di Sassonia-Meiningen | Giorgio I di Sassonia-Meiningen             |  |  |       |  |  |                    |  |  |                   |  |
|                                   |                               | Bernardo II di Sassonia-Meiningen | Luisa Eleonora di Hohenlohe-Langenburg      |  |  |       |  |  |                    |  |  |                   |  |
| Augusta di Sassonia-Meiningen     |                               | Bernardo II di Sassonia-Meiningen |                                             |  |  |       |  |  |                    |  |  |                   |  |
|                                   |                               | Maria d'Assia-Kassel              | Guglielmo II d'Assia                        |  |  |       |  |  |                    |  |  |                   |  |
|                                   |                               | Maria d'Assia-Kassel              | Guglielmo II d'Assia                        |  |  |       |  |  |                    |  |  |                   |  |
|                                   |                               | Maria d'Assia-Kassel              | Augusta di Prussia                          |  |  |       |  |  |                    |  |  |                   |  |
|                                   |                               | Maria d'Assia-Kassel              |                                             |  |  |       |  |  |                    |  |  |                   |  |